# 양치기들
"양치기들"은 2016년에 개봉한 대한민국의 영화이다.

## 캐스팅
- 박종환 : 지완주 역
- 차래형 : 명우 역
- 송하준 : 광석 역
- 윤정일 : 영민 역
- 김예은 : 미진 역
- 오창경 : 살인사건 형사 역
- 박세인 : 완주 여동생 역
- 이가섭 : 준호 역
- 류준열 : 동철 역
- 전광진 : 미진사건 형사 역
- 이세호 : 재우 역
- 황자경 : 가짜 강선영 역
- 정미경 : 진짜 강선영 역
- 서정하 : 대머리 남 역
- 박재한 : 극단 친구 역
- 정진혁 : 연극 리허설 배우 역
- 김정훈 : 미진 동생 역
- 한태은 : 까칠한 미진 친구 역
- 하시연 : 눈치 보는 미진 친구 역
- 김민성 : 눈치 보는 친구 남친 역
- 이해운 : 핸드폰 남 역
- 한지희 : 대행업체 여직원 역
- 이중현 : 사무실 빌려 준 남 역
- 조경현 : 괴한 역
- 이상협 : 면접 신입 역
- 윤희진 : 광석 누나 역
- 최두리 : 안내데스크 역
- 이상윤 : 경비원 역
- 박재광 : 키 큰 경비원 역
- 이근욱 : 웨이터 오십원 역
- 김미진 : 완주 부킹 파트너 역
- 김수지 : 대머리 남 부킹 파트너 역
- 이은지 : 산 넘어 산 파트너 1 역
- 송여진 : 산 넘어 산 파트너 2 역
- 김철영 : 극단 조연출 역
- 방민호 : 스폰서 단원 상진 역
- 권설아 : 여주인공 단원 역
- 김현정 : 한식당 직원 역
- 안민영 : 수사 협조 아줌마 역
- 양한슬 : 탐문 형사 역
- 정대건 : 탐문 순경 역
- 손지훈 : 살인현장 취객 역
- 이웅희 : 운전 기사 역
- 박민철 : 현장검증 형사 역
- 최윤주 : 경찰서 여순경 역
- 김슬기 : 여고생 1 역
- 민영선 : 여고생 2 역
- 김종수 : 고석태 역 (특별출연)
- 정은경 : 준호 모 역 (특별출연)

## 수상
- 2017년 제4회 들꽃영화상 남우주연상(박종환), 시나리오상(김진황)